# Делгаузі (парафія, Нью-Брансвік)
Делгаузі (англ. Dalhousie) — парафія в Канаді, у провінції Нью-Брансвік, у складі графства Рестігуш.

## Населення
За даними перепису 2016 року, парафія нараховувала 1067 осіб, показавши скорочення на 5,0%, порівняно з 2011-м роком. Середня густина населення становила 17 осіб/км².
З офіційних мов обидвома одночасно володіли 655 жителів, тільки англійською — 305, тільки французькою — 95. Усього 15 осіб вважали рідною мовою не одну з офіційних.
Працездатне населення становило 57,4% усього населення, рівень безробіття — 13,9% (17,6% серед чоловіків та 10,3% серед жінок). 87% осіб були найманими працівниками, а 10,2% — самозайнятими.
Середній дохід на особу становив $40 870 (медіана $32 896), при цьому для чоловіків — $49 410, а для жінок $32 958 (медіани — $39 253 та $25 920 відповідно).
22,3% мешканців мали закінчену шкільну освіту, не мали закінченої шкільної освіти — 15,4%, 62,2% мали післяшкільну освіту, з яких 36,8% мали диплом бакалавра, або вищий.
| Статево-вікова структура населення | Статево-вікова структура населення | Статево-вікова структура населення | Статево-вікова структура населення | Статево-вікова структура населення |
| ---------------------------------- | ---------------------------------- | ---------------------------------- | ---------------------------------- | ---------------------------------- |
|                                    |                                    |                                    |                                    |                                    |
| Всього                             | Всього                             | 50,0%                              |                                    |                                    |
| 0 — 14 років                       | 0 — 14 років                       |                                    | 10,8%                              | 10,8%                              |
| 15 — 64 років                      | 15 — 64 років                      |                                    | 66,2%                              | 66,2%                              |
| 65 і більше                        | 65 і більше                        |                                    | 23%                                | 23%                                |
| 85 і більше                        | 85 і більше                        |                                    | 2,3%                               | 2,3%                               |
| Середній вік (років)               | Середній вік (років)               | 47,947,7                           | 47,8                               | 47,8                               |
| Медіана (років)                    | Медіана (років)                    | 53,552,2                           | 52,9                               | 52,9                               |
| — чоловіки — жінки                 |                                    |                                    |                                    |                                    |

| Походження мешканців:     | Походження мешканців:     | Походження мешканців: | Походження мешканців: | Походження мешканців: |
| ------------------------- | ------------------------- | --------------------- | --------------------- | --------------------- |
| Походження                |                           |                       | осіб                  | %                     |
| Корінні американці        | Корінні американці        |                       | 85                    | 8.1%                  |
| Інше північноамериканське | Інше північноамериканське |                       | 585                   | 55.71%                |
| Європейське               | Європейське               |                       | 680                   | 64.76%                |
| британське                | британське                |                       | 410                   | 39.05%                |
| французьке                | французьке                |                       | 385                   | 36.67%                |
| Африканське               | Африканське               |                       | 10                    | 0.95%                 |
| Азійське                  | Азійське                  |                       | 10                    | 0.95%                 |

| Зайнятість населення за галузями (за класифікацією NOC): | Зайнятість населення за галузями (за класифікацією NOC): | Зайнятість населення за галузями (за класифікацією NOC): | Зайнятість населення за галузями (за класифікацією NOC): | Зайнятість населення за галузями (за класифікацією NOC): |
| -------------------------------------------------------- | -------------------------------------------------------- | -------------------------------------------------------- | -------------------------------------------------------- | -------------------------------------------------------- |
|                                                          |                                                          |                                                          |                                                          |                                                          |
| Управління                                               | Управління                                               |                                                          | 13,3%                                                    | 13,3%                                                    |
| Бізнес, фінанси та адміністрування                       | Бізнес, фінанси та адміністрування                       |                                                          | 10,5%                                                    | 10,5%                                                    |
| Природничі та прикладні науки                            | Природничі та прикладні науки                            |                                                          | 7,6%                                                     | 7,6%                                                     |
| Охорона здоров'я                                         | Охорона здоров'я                                         |                                                          | 12,4%                                                    | 12,4%                                                    |
| Освіта, правозахист, муніципальні та урядові служби      | Освіта, правозахист, муніципальні та урядові служби      |                                                          | 17,1%                                                    | 17,1%                                                    |
| Мистецтво, культура, відпочинок та спорт                 | Мистецтво, культура, відпочинок та спорт                 |                                                          | 1,9%                                                     | 1,9%                                                     |
| Роздрібна торгівля та послуги                            | Роздрібна торгівля та послуги                            |                                                          | 21,9%                                                    | 21,9%                                                    |
| Гуртова торгівля, транспорт та обладнання                | Гуртова торгівля, транспорт та обладнання                |                                                          | 10,5%                                                    | 10,5%                                                    |
| Виробництво                                              | Виробництво                                              |                                                          | 3,8%                                                     | 3,8%                                                     |

## Клімат
Середня річна температура становить 3,3°C, середня максимальна – 21,4°C, а середня мінімальна – -18,7°C. Середня річна кількість опадів – 1 065 мм.
| Клімат поселення                              | Клімат поселення | Клімат поселення | Клімат поселення | Клімат поселення | Клімат поселення | Клімат поселення | Клімат поселення | Клімат поселення | Клімат поселення | Клімат поселення | Клімат поселення | Клімат поселення | Клімат поселення |
| Показник                                      | Січ.             | Лют.             | Бер.             | Квіт.            | Трав.            | Черв.            | Лип.             | Серп.            | Вер.             | Жовт.            | Лист.            | Груд.            |                  |
| Середній максимум, °C                         | −6,61            | −5,56            | 0,56             | 7,48             | 14,64            | 20,45            | 21,42            | 20,53            | 15,49            | 9,54             | 3,35             | −4,4             |                  |
| Середня температура, °C                       | −12,64           | −11,59           | −5,46            | 1,45             | 8,60             | 14,43            | 17,83            | 16,95            | 11,91            | 5,96             | −0,24            | −7,99            |                  |
| Середній мінімум, °C                          | −18,68           | −17,61           | −11,5            | −4,59            | 2,58             | 8,40             | 14,24            | 13,35            | 8,31             | 2,36             | −3,82            | −11,58           |                  |
| Норма опадів, мм                              | 84               | 63               | 76               | 78               | 94               | 93               | 107              | 102              | 89               | 95               | 93               | 91               |                  |
| Середньомісячна швидкість вітру, м/с          | 4.95             | 4.88             | 4.79             | 4.50             | 4.18             | 3.90             | 3.55             | 3.58             | 3.95             | 4.39             | 4.65             | 4.86             |                  |
| Середньомісячна сонячна радіація, кДж/м²·день | 4764             | 8140             | 12083            | 15572            | 18536            | 20284            | 19590            | 17176            | 12454            | 7582             | 4452             | 3551             |                  |
| --------------------------------------------- | ---------------- | ---------------- | ---------------- | ---------------- | ---------------- | ---------------- | ---------------- | ---------------- | ---------------- | ---------------- | ---------------- | ---------------- | ---------------- |
| Джерело:                                      |                  |                  |                  |                  |                  |                  |                  |                  |                  |                  |                  |                  |                  |